# Sabotage (canção de Bebe Rexha)
"Sabotage" é uma canção da cantora norte-americana Bebe Rexha, gravada para seu segundo álbum de estúdio, Better Mistakes (2021). Foi lançada pela Warner Records como terceiro single do álbum em 16 de abril de 2021.

## Antecedentes e produção
A música foi primeiramente mostrada para fãs que tiveram em uma listening party durante a Happiness Begins Tour (2019) dos Jonas Brothers em Orlando e outra em Buffalo, no qual Bebe serviu como ato de abertura. Em 19 de março de 2020, Bebe mostrou uma prévia da música em uma live no Instagram.
Em 7 de abril, Bebe fez uma live com o grupo TXT no Instagram, onde ela mostrou novamente uma prévia. Ainda na live com o TXT, o integrante Soobin, questionou quando a música seria lançada, e Bebe revelou que seria em abril, mas devido ao ocorrido da pandemia de COVID-19, adiou o lançamento para o verão norte-americano. Em 9 de outubro, Bebe confirmou que a música estaria no álbum. Em 18 de outubro, Bebe respondeu um fã no Twitter dizendo que a música seria lançada. Em 15 de novembro de 2020, no People's Choice Awards, Bebe deu indícios que seu próximo single seria "Sabotage", após revelar que estava gravando um clipe de descrever que a música era sobre "sabotar tudo".
Em 14 de abril de 2021, ela anunciou o lançamento com a capa e o link para pre-salvar o single. No dia seguinte, ela mostrou uma prévia do clipe. Bebe descreve a música como "uma triste balada de piano". Liricamente, a canção retrata a sua luta em sua vida para literalmente sabotar as coisas que ela ama.

## Videoclipe
O videoclipe oficial estreou em 16 de abril de 2021, junto com o lançamento do single. O clipe da canção foi dirigido por Christian Breslauer e produzido por Mike Breslauer, ambos já haviam trabalhado com a cantora no seu clipe anterior, "Sacrifice".

## Faixas e formatos
Download digital
1. "Sabotage" – 2:56

## Créditos e pessoal
Gestão
Publicado pela WMG e Warner Records — administrado por Kobalt (ASCAP) e Warner Chappell
Créditos retirados do YouTube.
Pessoal
- Bebe Rexha — artista principal, vocal principal, escritora
- Greg Kurstin — produtor, escritor, engenheiro de gravação
- Jon Hume — escritor
- Michael Matosic — escritor
- Michael Tighe — escritor
- Alex Pasco — engenheiro de gravação
- Julian Burg — engenheiro de gravação
- Devon Corey — engenheiro vocal
- Jon Hume — engenheiro vocal
- Jaycen Joshua — mixagem
- Colin Leonard — engenheiro de masterização

Créditos da música adaptados do Genius e TIDAL.
Vídeo de música
- Christian Breslauer — diretor
- Mike Breslauer — produtor
- Yella Inc. — companhia de produção

Créditos retirados do YouTube.

## Histórico de lançamento
| Região | Data                | Formato(s)                 | Versão   | Gravadora(s) | Ref.          |
| ------ | ------------------- | -------------------------- | -------- | ------------ | ------------- |
| Várias | 16 de abril de 2021 | Download digital streaming | Original | Warner       | [ 11 ] [ 14 ] |